# Sant’Elena Sannita
Sant’Elena Sannita község (comune) Olaszország Molise régiójában, Isernia megyében.

## Fekvése
A megye délkeleti részén fekszik. Határai: Bojano, Casalciprano, Frosolone, Macchiagodena és Spinete.

## Története
A települést a 10. században alapították. Korabeli dokumentumok Cameni vagy Cameli néven említik. A 19. században nyerte el önállóságát, amikor a Nápolyi Királyságban felszámolták a feudalizmust. Mai nevét Ilona olasz királyné tiszteletére kapta 1896-ban.

## Népessége
A népesség számának alakulása:

## Főbb látnivalói
- Palazzo Baronale
- Fontana dell’Ortapiana (díszkút)
- Santi Cosma e Damiano-szentély
- San Michele Arcangelo-templom
- Maria SS. delle Grazie-templom
- Madonna dell’Addolorata-templom